# WeeChat
WeeChat je IRC klient pro textové uživatelské rozhraní. Jedná se o svobodný software, je k disposici pod licencí GNU General Public License 3.

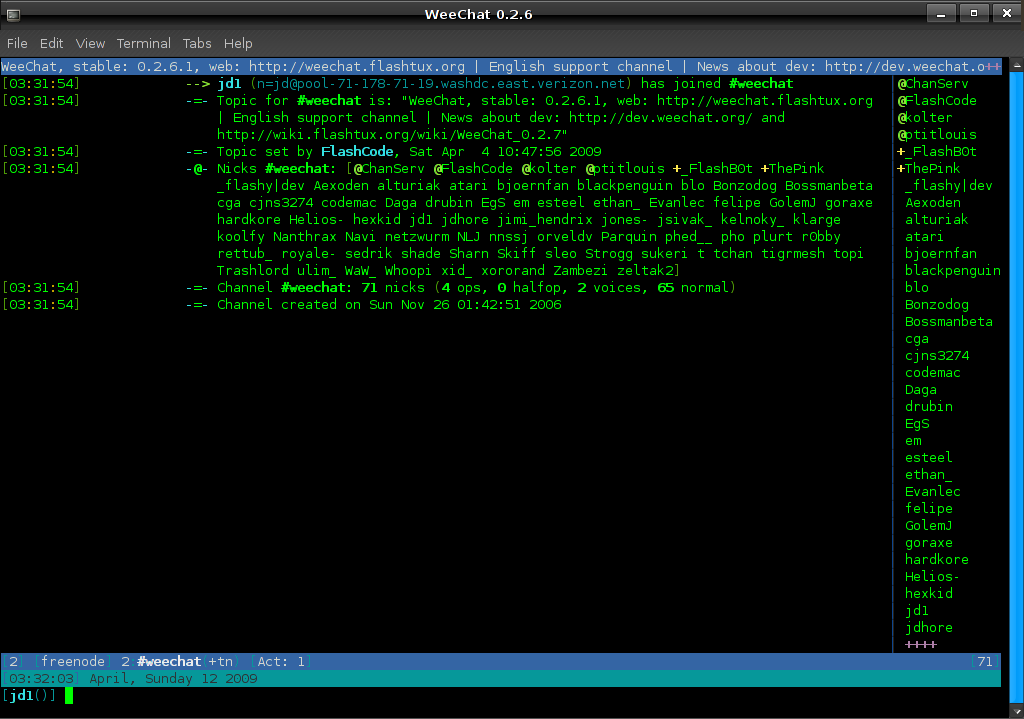
WeeChat verze 0.2.6.1

Mezi zajímavé vlastnosti patří schopnost inkrementálního vyhledávání, podpora kontroly překlepů programem aspell a podpora skriptování v řadě jazyků (Perl, Python, Ruby, Tcl).
Aplikaci lze spustit například na těchto operačních systémech: Linux, FreeBSD, NetBSD, OpenBSD, Mac OS X, HP-UX, Solaris, QNX a Microsoft Windows (pouze za pomoci Cygwinu).
Instalační balíčky jsou vytvářeny pro mnoho z nich. WeeChat je mimo jiné součástí distribucí Linuxu: Debian, Ubuntu, Mandriva Linux, Fedora, Gentoo Linux, Arch Linux. Uživatelé FreeBSD si mohou WeeChat nainstalovat pomocí systému FreeBSD Ports.